# Carmensa
San Pedro del Atuel o Carmensa es una localidad y distrito argentino ubicado en el departamento General Alvear de la Provincia de Mendoza.
Se encuentra 1 km al este de la Ruta Nacional 143, y 20 km al sur de General Alvear.
Se formó alrededor de la estación Carmensa del Ferrocarril Domingo Faustino Sarmiento. En esta localidad murió el célebre bandido rural Juan Bautista Bairoletto.

## Toponimia
El nombre del distrito «San Pedro del Atuel» fue impuesto a la «Colonia Alvear» por Carmen de Alvear en 1930, luego del fallecimiento de su fundador por lo cual deriva de la homonimia de Pedro Chistóphersen a quien su viuda consideraba como a un santo, según expresó el ingeniero Ove Boch, y el final del nombre por el río Atuel que bañaba a la colonia agrícola.
El otro nombre de «Carmensa» proviene del nombre de su hija Carmencita Chistóphersen que inspiró al fundador de la localidad para llamar a su empresa que era una Sociedad Anónima, y por un cartel que indicaba “Carmen S.A.” en la estación de ferrocarril, se hizo más conocido y popular ese que el original.

## Historia

### Pedro Christóphersen
El fundador de esta localidad fue el hacendado y empresario noruego-argentino Pedro Christóphersen (Tonsberg, 1845 - Buenos Aires, 18 de agosto de 1930) —hermano de Wilhelm quien fuera ministro de Relaciones Exteriores noruego y de Soeren que era embajador noruego en Buenos Aires, y además del famoso arquitecto español Alejandro Christóphersen, nacido en Cádiz en 1866 y también nacionalizado en estas tierras— que se radicaría en la República Argentina desde 1871 y se hubiera transformado en un rico terrateniente haciendo fortuna como agente naviero, al haber sido director de la Compañía Argentina de Pesca y representante desde 1907 de la compañía marítima “La Veloce”.
Al ser su pasión los barcos marítimos, financiaría al compatriota Roald Amundsen a equipar su expedición a la Antártida ya que éste se había quedado sin fondos. También era de su propiedad y de su rica esposa Carmen de Alvear —una hija del político Diego de Alvear y nieta del director supremo argentino, el general patriota Carlos María de Alvear— de la estancia mendocina de «Paso de los Gauchos», que era el nombre realmente de un paraje y de una senda que pasaba a la vecina provincia de San Luis, y de la santafesina «El Carmen».

### Colonia Alvear
Christóphersen como presidente de la “Sociedad Anónima Colonia Alvear” fue quien había llegado en 1909 a estos campos vírgenes de cultivo, fundando en 1912 la «Colonia Alvear» —en honor a su esposa Carmen Alvear— a unos 20 km al sur de la posterior villa General Alvear fundada en 1914 y que se transformaría en cabecera departamental en 1918. En el mismo año había llegado el «Ferrocarril Gran Oeste Argentino» (que más tarde se llamaría Ferrocarril General San Martín) a esta zona.
Dividiría la zona en parcelas de 25 y 30 ha y con la ayuda del ingeniero Ove Boch trazaría canales e hijuelas para llevar el agua del río Atuel a los lotes.
El nombre de la colonia cambió a San Pedro del Atuel, pero la localidad suele denominarse Carmensa por un cartel que colocó Christóphersen en el techo de la estación del ferrocarril indicando la denominación de su empresa Carmen S.A. —Carmen Sociedad Anónima— en honor a su hija.
Entre 1920 y 1926 llegarían los primeros pobladores inmigrantes, mayoritariamente ucranianos y otros, entre los que había italianos, suizos y españoles. Entre sus atractivos turísticos se encuentran El más importante Los Festejos Patronales San Pedro Apóstol en honor al Santo Patrono del Pueblo todos los 29 de junio de cada año, se trata de un festejo cívico religioso Santa Misa, Acto Oficial, Desfile cívico escolar, luego comienzan las varias actividades deportivas, artísticas, comidas típicas, artesanos, y la Fogata más Grande del País donde se quema todo lo malo y nace la nueva esperanza. El Museo de nuestros Pioneros, El Paso de la Arena desemboca al puente donde pasa El "Rio Atuel", Los tres Puentes, La Plaza Distrital es muy linda y natural única en su fachada, donde funciona la Delegación Municipal era del ferrocarril eso fue restaurado, Una pena que no se pudo recuperar más el predio donde esta el rancho de Juan Bautista Bairoletto.